# Limba afrikaans
Limba afrikaans (pronunție: [afriˈkans]) este o limbă franconiană joasă, derivată din dialectul olandez a limbii neerlandeze, vorbită mai ales în Africa de Sud (unde este una din limbile oficiale ale țării) și Namibia (unde, alături de germană, are statutul de limbă regională), dar având vorbitori și în Angola, Botswana, Eswatini, Zimbabwe și Zambia. Datorită emigrării și unei constante forță de muncă migratoare, există peste 100.000 vorbitori de afrikaans în Marea Britanie.  Alte comunități semnificative de vorbitori de afrikaans există în Bruxelles (Belgia), Amsterdam (Olanda), Perth (din Australia de vest), Toronto (Canada) și Auckland (Noua Zeelandă). Este limba primară utilizată de două grupuri etnice din Africa de Sud, afrikaneri (urmașii coloniștilor europeni din secolul XVII) și colorați sau kleurlinge/bruinmense (incluzând Basters, Cape Malays și Griqua).
Geografic vorbind, limba afrikaans este limba majorității populației din treimea vestică a Africii de Sud (în provinciile numite Northern Cape și Western Cape, unde este vorbită acasă de 69%, respectiv 58%, din populație).  Afrikaans este, de asemenea, cea mai răspândită limbă primară din treimea sudică a Namibiei (mai exact, în regiunile Hardap și Karas, în care reprezintă limba vorbită acasă de 43%, respectiv 41%, din populația regiunilor).  Afrikaans este cea mai răspândit vorbită limbă de-a lungul ambelor țări, considerând întreaga populație, deși se poate remarca, per ansamblu, o creștere semnificativă a calității și frecvenței utilizării limbii engleze de către generațiile mai tinere.
Afrikaans este o limbă care a originat din limba neerlandeză (adesea incorect cunoscută ca limba olandeză) de care s-a desprins la începutul secolului al 17-lea, când primii coloniști din Țările de Jos s-au stabilit în zona Capului Africii de Sud.  Ca dialect a fost cunoscut sub numele de "Cape Dutch".  Ulterior, limba afrikaans a fost uneori numită "olandeza africană" sau "olandeza de bucătărie", dar aceste denominări erau, evident, mai ales peiorative.  Timp destul de îndelungat, afrikaans a fost considerată doar un dialect al neerlandezei, până când, în anii târzii ai secolului al 19-lea a fost recunoscută ca o limbă distinctă.  În 1925, a dobândit statut egal cu cel al limbilor neerlandeză și engleză, devenind cea de-a treia limbă oficială a Africii de Sud. Neerlandeza a rămas limbă oficială până în 1961, an în care constituția țării a stipulat limpede că "limbile oficiale ale Africii de Sud sunt afrikaans și engleza".  Per ansamblu, limba afrikaans este singura limbă indo-europeană care a cunoscut o dezvoltare semnificativă pe continentul african.

### Generalități
- en  The Ethnologue: Afrikaans
- en  Wordgumbo: Afrikaans
- en  Afrikaans sample at Language Museum
- en  An introduction to Afrikaans
- en  Learn Afrikaans Online Arhivat în 7 mai 2019, la Wayback Machine.

### Portale și conexiuni externe
- af  Litnet Arhivat în 7 februarie 2010, la Wayback Machine. - Literatură, cultură și discuții
- af  Die Knoop Arhivat în 8 august 2007, la Wayback Machine. - O listă foarte cuprinzătoare de web sites în afrikaans
- af  Woes.co.za Arhivat în 7 august 2007, la Wayback Machine. - Un blog foarte popular
- af  The New South African - Afrikaans Arhivat în 7 octombrie 2008, la Wayback Machine. - More about South Africa's official languages.
- af  Kuier.co.za - A popular multi-user blog

### Organizații
- Federasie van Afrikaanse Kultuurvereniginge (FAK) - Federation of Afrikaans Cultural Associations
- Afrikaanse Taal- en Kultuurvereniging (ATKV) - Afrikaans Language and Cultural Association
- Vriende van Afrikaans Arhivat în 21 octombrie 2007, la Wayback Machine. - Friends of Afrikaans
- Afrikanerbond Arhivat în 25 septembrie 2007, la Wayback Machine. - Formerly a political organisation, now language activists
- Pro-Afrikaanse Aksiegroep (PRAAG) Arhivat în 27 aprilie 2006, la Wayback Machine. - Action group for Afrikaans and Afrikaner interests

### Corectarea ortografiei
- Spel.co.za - Spell checker for Microsoft Office
- WSpel - Spell checker for Microsoft Word
- Translate.org.za Arhivat în 14 ianuarie 2007, la Wayback Machine. - Spell checker for OpenOffice.org, Mozilla Firefox and Mozilla Thunderbird

### Dicționare
- Afrikaans Dictionary - with definitions (approx 8763 words)
- Afrikaans to English - from Wordgumbo.com (5129 words)
- English to Afrikaans - from Wordgumbo.com (6397 words)
- Afrikaans-English-Afrikaans Online Dictionary - sometimes using Esperanto as intermezzo (7975 Afrikaans words)
- Afrikaans at Dict.info - Afrikaans into 57 languages (roughly 2300 words each) and Afrikaans-English (10 127 words)